# Уррути, Максимильяно
Максимильяно Николас Уррути Мусса (исп. Maximiliano Nicolás Urruti Mussa; род. 22 февраля 1991, Росарио, Аргентина) — аргентинский футболист, нападающий клуба «Платенсе».

## Клубная карьера

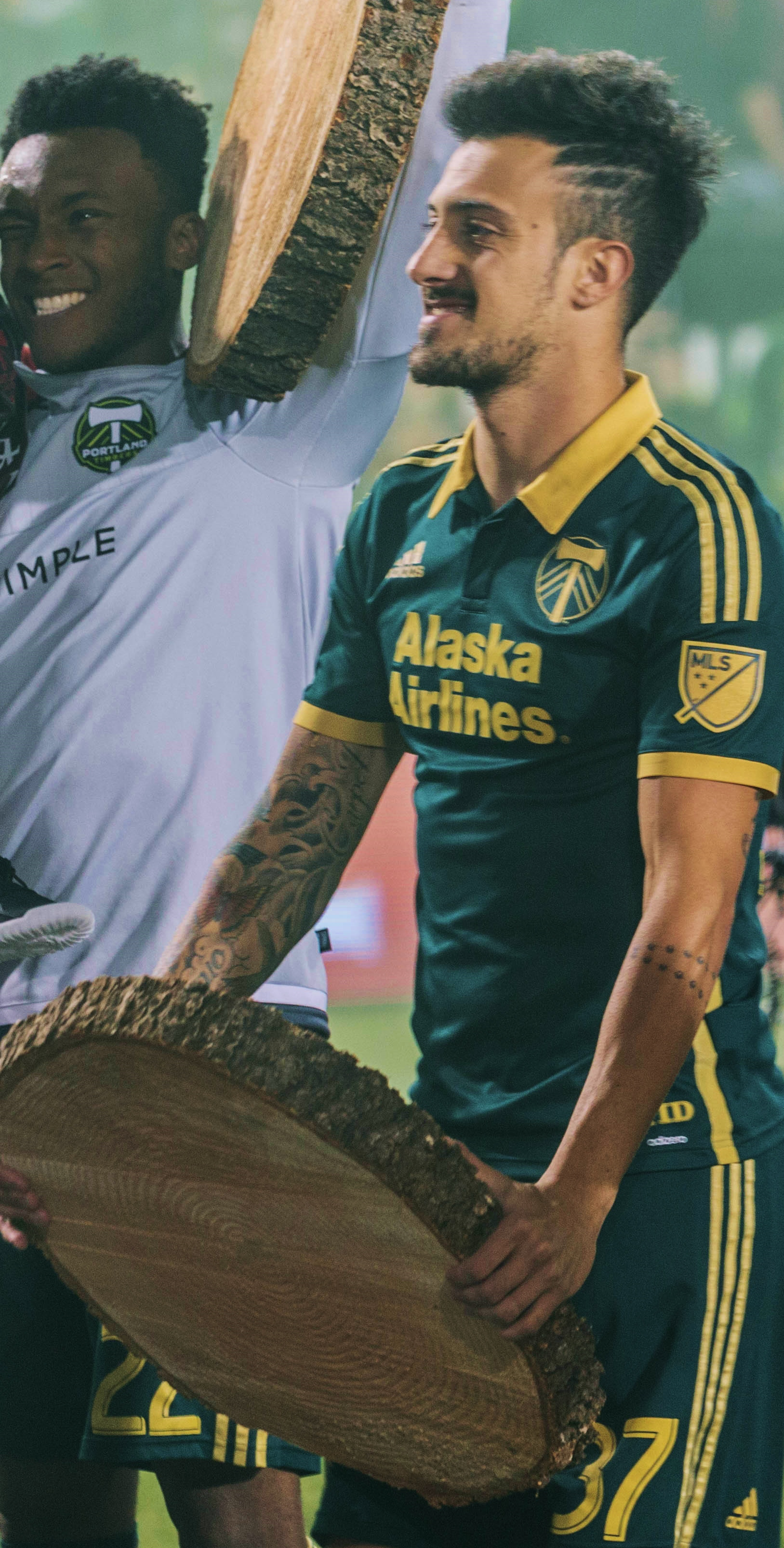
Уррути в составе «Портленд Тимберс» (29 октября 2015)

Уррути — воспитанник клуба «Ньюэллс Олд Бойз». 15 мая 2011 года в матче против «Расинга» из Авельнеды он дебютировал в аргентинской Примере. 30 октября в поединке против «Олимпо» Максимильяно забил свой первый гол за «бойз». В 2013 году он вместе с Игнасио Скокко образовали лучший забивной дуэт сезона и помогли клубу выиграть чемпионат Аргентины. Интерес к Уррути проявляли итальянский Палермо, испанские «Леванте» и «Валенсия», а также шведский «Хельсингборг».
16 августа 2013 года Максимильяно подписал контракт с клубом MLS «Торонто». В североамериканской лиге он дебютировал на следующий день в матче против «Коламбус Крю», заменив во втором тайме Роберта Эрншоу.
Уррути сыграл за «Торонто» всего два матча, после чего 9 сентября 2013 года его с местом иностранного игрока обменяли в «Портленд Тимберс» на Брайта Дике, пик первого раунда супердрафта MLS 2015 и распределительные средства. 14 сентября в поединке против «Чивас США» он дебютировал за свою новую команду. 29 сентября в матче против «Лос-Анджелес Гэлакси» Максимильяно забил свой первый гол за «Тимберс». В поединках группового этапа Лиги чемпионов КОНКАКАФ 2014/15 против гайанского «Альфа Юнайтед» и гондурасской «Олимпии» Максимильяно забил три гола. В 2015 году Уррути помог «Портленд Тимберс» впервые в истории выиграть Кубок MLS, но по окончании чемпионского сезона клуб не стал продлевать контракт с игроком.
11 декабря 2015 года на первом этапе драфта возвращений MLS Уррути был выбран клубом «Даллас». Свой дебют за «Даллас», 6 марта 2016 года в матче стартового тура сезона против «Филадельфия Юнион», он отметил голом. Уррути помог «Далласу» выиграть Открытый кубок США 2016, забив два гола в финале турнира против «Нью-Инглэнд Революшн» 13 сентября. 18 марта 2017 года в матче против «Нью-Инглэнд Революшн» он оформил дубль, за что был назван игроком недели в MLS.
9 декабря 2018 года Уррути был обменян в «Монреаль Импакт» на $75 тыс. в целевых распределительных средствах и пик первого раунда супердрафта MLS 2019. В январе 2019 года он подписал с клубом новый трёхлетний контракт с опцией продления ещё на один год. За «Импакт» он дебютировал 2 марта в матче стартового тура сезона против «Сан-Хосе Эртквейкс». 8 мая в матче против «Нью-Йорк Ред Буллз» он забил свой первый гол за «Импакт».
18 января 2021 года Уррути с местом иностранного игрока был обменян в «Хьюстон Динамо» на Кики Струну с пиком второго супердрафта MLS 2022. Свой дебют за «Хьюстон Динамо», 16 апреля в матче стартового тура сезона против «Сан-Хосе Эртквейкс», он отметил голом. По окончании сезона 2021 «Хьюстон Динамо» не стал продлевать контракт с Уррути.
28 декабря 2021 года Уррути на правах свободного агента присоединился к клубу «Остин», подписав двухлетний контракт с опцией продления ещё на один год. За «Остин» он дебютировал 26 февраля 2022 года в матче стартового тура сезона против «Цинциннати». 2 апреля в матче против «Сан-Хосе Эртквейкс» он забил свой первый гол за «Остин». По окончании сезона 2023 «Остин» отклонил опцию продления контракта с Уррути.
23 января 2024 года после десяти лет в MLS Уррути вернулся играть на родину, подписав контракт с клубом «Платенсе» до декабря 2024 года.

## Достижения
Командные
 «Ньюэллс Олд Бойз»
- Чемпион Аргентины: Финаль 2013

 «Портленд Тимберс»
- Обладатель Кубка MLS: 2015

 «Даллас»
- Обладатель Supporters’ Shield: 2016
- Обладатель Открытого кубка США: 2016

 «Монреаль Импакт»
- Победитель Первенства Канады: 2019